# Solveig Rogstad

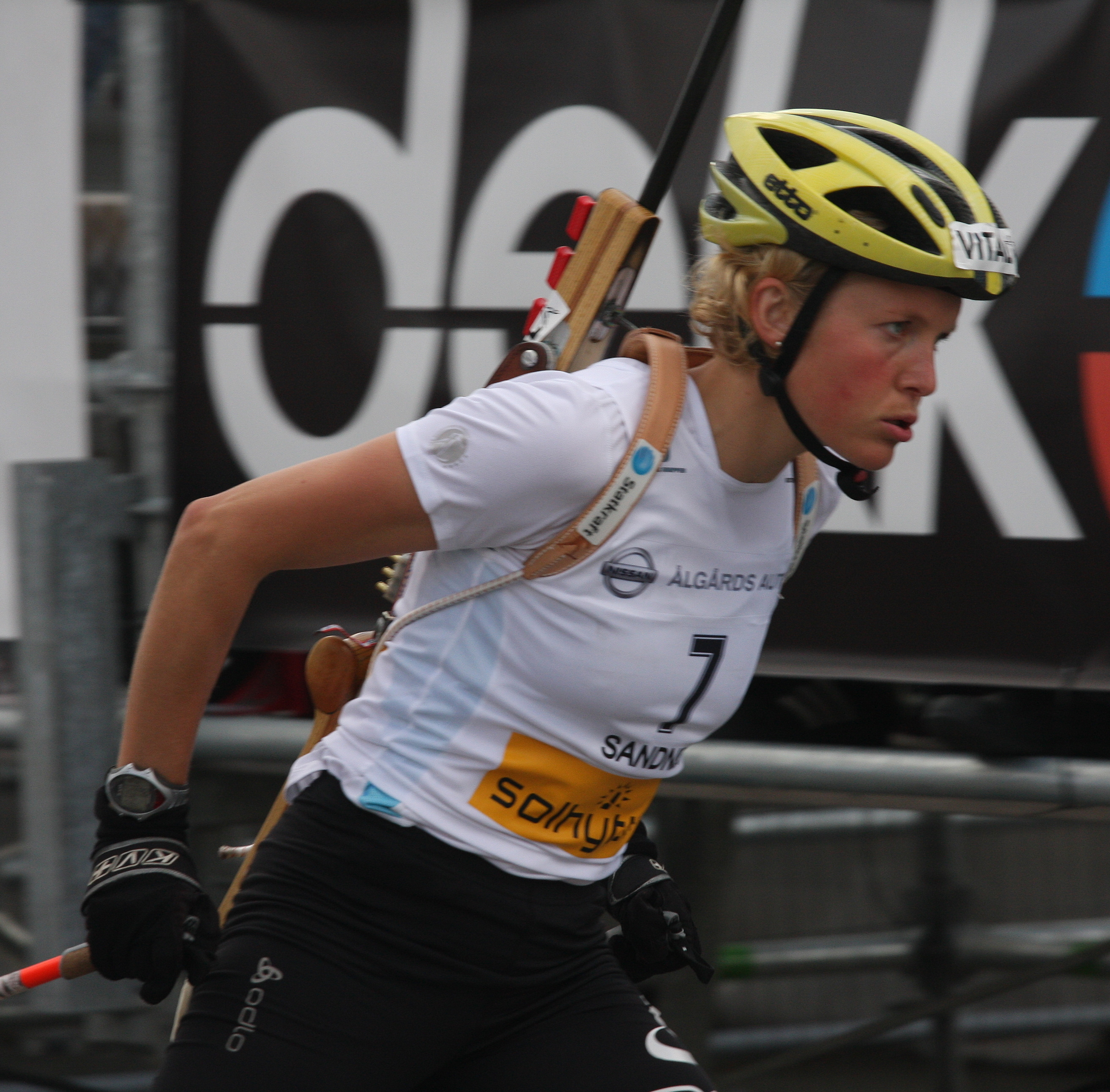
Solveig Rogstad

Solveig Rogstad (Askim, 1982. július 31. –) norvég sílövő. 2004-ben indult először felnőtt világversenyen.
A világkupában két alkalommal állhatott dobogón, a 2007/2008-as szezonban Ruhpoldingban lett első az üldözőversenyben valamint Oslo Holmenkollenben a második helyen ért célba a tömegrajtos indítású versenyben.
Olimpián 2010-ben, Kanadában indult először. Egyéniben a hatvanegyedik lett, a váltóval pedig a negyedik helyen ért célba.

## Eredményei

### Olimpia
| Év   | Világbajnokság | Versenyszám | Versenyszám | Versenyszám   | Versenyszám | Versenyszám | Versenyszám |
| Év   | Világbajnokság | Egyéni      | Sprint      | Üldözőverseny | Tömegrajtos | Váltó       |             |
| ---- | -------------- | ----------- | ----------- | ------------- | ----------- | ----------- | ----------- |
| 2010 | Vancouver      | 61          | ----        | ----          | ----        | 4           |             |

### Világbajnokság
| Év   | Világbajnokság | Versenyszám | Versenyszám | Versenyszám   | Versenyszám | Versenyszám | Versenyszám  | Versenyszám |
| Év   | Világbajnokság | Egyéni      | Sprint      | Üldözőverseny | Tömegrajtos | Váltó       | Vegyes váltó |             |
| ---- | -------------- | ----------- | ----------- | ------------- | ----------- | ----------- | ------------ | ----------- |
| 2008 | Östersund      | 10          | 15          | 24            | 16          | 6           | ----         |             |
| 2009 | Phjongcshang   | 43          | 24          | 23            | ----        | 11          | ----         |             |

### Világkupa
| Helyezés | 14 | 29 | 91 |

| 2007/08    | Ruhpolding Üldözőverseny Phjongcshang Vegyes váltó                                                    | Ruhpolding Váltó Oslo Holmenkollen Tömegrajtos                                                        | |
| 2008/09    | Hochfilzen Váltó                                                                                      | | |
| 2009/10    | | | Ruhpolding Váltó                                                                                      |
| 2010/11    | | | |
| Összesítés | Egyéni: 0 Sprint: 0 Üldözőverseny: 1 Tömegrajtos: 0 Váltó: 1 Vegyes váltó: 1 ------------ Összesen: 3 | Egyéni: 0 Sprint: 0 Üldözőverseny: 0 Tömegrajtos: 1 Váltó: 1 Vegyes váltó: 0 ------------ Összesen: 2 | Egyéni: 0 Sprint: 0 Üldözőverseny: 0 Tömegrajtos: 0 Váltó: 1 Vegyes váltó: 0 ------------ Összesen: 1 |